# Grijpstaartapen
De grijpstaartapen (Atelidae) zijn een familie van apen van de Nieuwe Wereld. De wetenschappelijke naam van de familie werd in 1825 gepubliceerd door John Edward Gray. Deze Latijns-Amerikaanse familie behoort tot de grootste apen van de Nieuwe Wereld, namelijk de brulapen, slingerapen, spinapen en wolapen. Het zijn de enige apensoorten met een volledige grijpstaart, die als vijfde ledemaat dient.

## Kenmerken
Alle volwassen grijpstaartapen zijn groter dan andere apen van de Nieuwe Wereld. De staart van de soorten zijn lang en harig. De onderzijde van de staart is kaal aan de top en gevoelig. Grijpstaartapen kunnen met het volle gewicht aan hun staart hangen. Ze gebruiken het om objecten vast te pakken, aan takken te hangen en naar andere takken te slingeren.

## Voorkomen
Grijpstaartapen komen voor in de regenwouden van Midden- & Zuid-Amerika, van Tamaulipas, Noordoost-Mexico tot Centraal-Bolivia en Noord-Argentinië. Het zijn sociale, boombewonende dagdieren.

## Taxonomie
De familie bestaat uit vijf levende en drie fossiele geslachten in twee onderfamilies. In oudere, nog steeds gebruikte indelingen wordt de familie als een onderfamilie van de Cebidae beschouwd, samen met onder andere de saki's, de springaapjes, de kapucijnapen, de doodshoofdaapjes en de nachtaapjes.
Morfologische en genetische studies hebben echter aangetoond dat de kapucijnapen en doodshoofdaapjes nauwer verwant zijn aan de klauwaapjes. De overige apen van de Nieuwe Wereld worden of in één familie geplaatst, de Atelidae, of in meerdere aparte families: de grijpstaartapen (Atelidae), met de hier behandelde soorten, en de saki's en verwanten (Pitheciidae), met de overige soorten. De plaats van de nachtapen (Aotus) is onduidelijk, maar mogelijk zijn ze het nauwst verwant met de springaapjes (Callicebus), hoewel veel indelingen ze als een aparte familie beschouwen.
Deze familie bestaat uit 4 levende geslachten met 23 soorten.
- Familie: Atelidae (Grijpstaartapen) (25 soorten)
  - Onderfamilie: Alouattinae (Brulapen) (12 soorten)
    - Geslacht: Alouatta (Brulapen) (12 soorten)
      - Soort: Alouatta arctoidea
      - Soort: Alouatta belzebul (Roodhandbrulaap)
      - Soort: Alouatta caraya (Zwarte brulaap)
      - Soort: Alouatta discolor
      - Soort: Alouatta guariba (Bruine brulaap)
      - Soort: Alouatta macconnelli (Guyanabrulaap)
      - Soort: Alouatta nigerrima (Amazonebrulaap)
      - Soort: Alouatta palliata (Mantelbrulaap)
      - Soort: Alouatta pigra (Mexicaanse brulaap)
      - Soort: Alouatta sara (Boliviaanse rode brulaap)
      - Soort: Alouatta seniculus (Rode brulaap)
      -  Soort: Alouatta ululata

    - Geslacht: Protopithecus †
    -  Geslacht: Stirtonia †

  -  Onderfamilie: Atelinae (Slingerapen en wolapen) (14 soorten)
    - Geslacht: Ateles (Slingerapen) (7 soorten)
      - Soort: Ateles belzebuth (Witbuikslingeraap)
      - Soort: Ateles chamek (Zwartgezichtslingeraap)
      - Soort: Ateles fusciceps (Bruinkopslingeraap)
      - Soort: Ateles geoffroyi (Zwarthandslingeraap)
      - Soort: Ateles hybridus (Bruine slingeraap)
      - Soort: Ateles marginatus (Witbrauwslingeraap)
      -  Soort: Ateles paniscus (Zwarte slingeraap of bosduivel)

    - Geslacht: Brachyteles (Spinapen) (2 soorten)
      - Soort: Brachyteles arachnoides (Zuidelijke spinaap)
      -  Soort: Brachyteles hypoxanthus (Noordelijke spinaap)

    - Geslacht: Caipora †
    -  Geslacht: Lagothrix (Wolapen) (2 soorten)
      - Soort: Lagothrix flavicauda (Geelstaartwolaap)
      -  Soort: Lagothrix lagotricha (Gewone wolaap)
        - Ondersoort: Lagothrix lagotricha lagotricha (Gewone wolaap)
        - Ondersoort: Lagothrix lagotricha cana (Grijze wolaap)
        - Ondersoort: Lagothrix lagotricha lugens (Colombiaanse wolaap)
        - Ondersoort: Lagothrix lagotricha poeppigii (Bruine wolaap)
        -  Ondersoort: Lagothrix lagotricha tschudii